# Ciolkovskij
Ciolkovskij (rusky Циолко́вский) je uzavřené město v Amurské oblasti v Ruské federaci. Při sčítání lidu v roce 2010 měl bezmála šest tisíc obyvatel.

## Poloha
Ciolkovskij leží na řece Bolšaja Pjora (pravý přítok Zeji v povodí Amuru). Nejbližší město je Šimanovsk přibližně dvacet kilometrů na severozápad. Od
Blagověščensku, správního střediska oblasti, je Ciolkovskij vzdálen přibližně 200 kilometrů na sever.

## Dějiny
Ciolkovskij byl založen v roce 1961 a dříve se jmenoval Svobodnyj-18 (Свободный-18, odkazuje k nedalekému městu Svobodnyj) a byl utajený, neboť sloužil přilehlé základně mezikontinentálních balistických raket. V roce 1994 byl přejmenován na Uglegorsk (Углегорск).
V září 2015 se Uglegorsk stal městem a k 30. prosinci byl přejmenován na Ciolkovskij k poctě ruského vědce Konstantina Ciolkovského v souvislosti s tím, že se zhruba 20 kilometrů severovýchodně od města nachází nový ruský kosmodrom Vostočnyj, který má snížit ruskou závislost na kosmodromu Bajkonur v Kazachstánu.